# Lista över svenska idrottares smeknamn
Detta är en lista över smeknamn för svenska idrottare.
| Smeknamn                    | Person                                 | Idrott(er)                                  |
| --------------------------- | -------------------------------------- | ------------------------------------------- |
| Akka                        | Anders Andersson                       | Ishockey                                    |
| Acke                        | Axel Nilsson                           | Ishockey                                    |
| Bagarn                      | Johan Andersson                        | Ishockey                                    |
| Bagarn                      | Patrik Rosengren                       | Fotboll                                     |
| Bajadären                   | Gunnar Holmberg                        | Fotboll                                     |
| Bajdoff                     | Åke Johansson                          | Fotboll                                     |
| Bebben                      | Bertil Johansson                       | Fotboll                                     |
| Bempa                       | Bernt Ericsson                         | Bandy                                       |
| Bengan                      | Bengt Johansson                        | Handboll                                    |
| Billan                      | Marie-Helene Östlund (tidigare Westin) | Längdskidor                                 |
| Bjärred                     | Patrik Andersson                       | Fotboll                                     |
| Björnungen                  | Nils Johansson                         | Ishockey                                    |
| Blixten                     | Leif Henriksson                        | Ishockey                                    |
| Boken                       | Martin Boquist                         | Handboll                                    |
| Bragd-Birger                | Birger Andersson                       | Tennis                                      |
| Brand-Johan                 | Arne Johansson                         | Ishockey                                    |
| Brinken                     | Henry Klarqvist                        | Bandy                                       |
| Bulan                       | Thomas Berglund                        | Ishockey                                    |
| Burret                      | Erik Larsson                           | Ishockey                                    |
| Butta                       | Björn Johansson                        | Bandy                                       |
| Böna                        | Bengt Hansson                          | Handboll                                    |
| Böna                        | Björn Johansson                        | Ishockey                                    |
| Carla                       | Håkan Carlqvist                        | Motocross                                   |
| Dallas                      | Göran Sedvall                          | Bandy                                       |
| Dempsey                     | Helge Johansson                        | Ishockey                                    |
| Dino                        | Anders Söderholm                       | Bandy                                       |
| Dubbel-Nisse                | Nils Nilsson                           | Ishockey                                    |
| Enskede-Johnsson            | Georg Johnsson                         | Cykelsport                                  |
| Epa                         | Erik Johansson                         | Ishockey                                    |
| Firsov                      | Peter Eriksson                         | Ishockey                                    |
| Fiskarn                     | Göran Johansson                        | Bandy                                       |
| Fisken                      | Bengt Ohlson                           | Ishockey                                    |
| Fiskar-Owe                  | Owe Ohlsson                            | Fotboll                                     |
| Flash                       | Jan Nilsson                            | Bilsport                                    |
| Foppa                       | Peter Forsberg                         | Ishockey                                    |
| Fransman                    | Georg Johansson-Brandius               | Bandy & Ishockey                            |
| Fåglum                      | Gösta Pettersson                       | Cykelsport                                  |
| Fölet                       | Bengt Berndtsson                       | Fotboll                                     |
| Föllinge                    | Ragnar Persson                         | Skidor                                      |
| Garvis                      | Henry Carlsson                         | Fotboll                                     |
| Garvis                      | Uno Öhrlund                            | Ishockey                                    |
| Garvis                      | Eilert Määttä                          | Ishockey                                    |
| Gotland                     | Thomas Löfkvist                        | Cykelsport                                  |
| Gurra                       | Gustav Sjölin                          | Handboll                                    |
| Habo                        | Jan Johansson                          | Bandy                                       |
| Hammaren                    | Edvin Hammarlund                       | Ishockey                                    |
| Hammaren                    | Kjell Johansson                        | Bordtennis                                  |
| Henke                       | Henrik Larsson                         | Fotboll                                     |
| Hinken                      | Henrik Bylén                           | Tennis                                      |
| Hoa-Hoa                     | Lennart Dahlgren                       | Tyngdlyftning                               |
| Honken                      | Johan Holmqvist                        | Ishockey                                    |
| Honken                      | Leif Holmqvist                         | Ishockey                                    |
| Hulån                       | Gunnar Larsson                         | Skidor                                      |
| Hund-Eje                    | Ejnar Olsson                           | Ishockey                                    |
| Husum                       | Gustaf Jonsson                         | Skidor                                      |
| Ibra                        | Zlatan Ibrahimović                     | Fotboll                                     |
| Ingo                        | Ingemar Johansson                      | Boxning                                     |
| J-O                         | Jan-Ove Waldner                        | Bordtennis                                  |
| Jossan                      | Josefine Öqvist                        | Fotboll                                     |
| Julle                       | Bengt Gustavsson                       | Fotboll                                     |
| Jätten                      | Ove Lundby                             | Boxning                                     |
| Kajan                       | Nils-Åke Sandell                       | Fotboll                                     |
| Kalle-Knubb                 | Carl Josefsson                         | Ishockey                                    |
| Kessler                     | Peter Eriksson                         | Ishockey                                    |
| Kiruna-Lasse                | Erik Larsson                           | Längdskidor                                 |
| Klarinetten                 | Linus Klasen                           | Ishockey                                    |
| Klimpen                     | Lennart Häggroth                       | Ishockey                                    |
| Knatten                     | Lars Olsson                            | Bandy                                       |
| Knivsta                     | Gösta Sandberg                         | Fotboll                                     |
| Kocken                      | Rolf Andersson                         | Fotboll                                     |
| Kosse                       | Kosovare Asllani                       | Fotboll                                     |
| Kryckan                     | Marcus Krüger                          | Ishockey                                    |
| Kuben                       | Magnus Olsson                          | Bandy                                       |
| Kung Sune                   | Sonny Johansson                        | Fotboll                                     |
| Kunta                       | Andreas Johansson                      | Amerikansk fotboll                          |
| Köping                      | Karl Gustafsson                        | Fotboll                                     |
| L8                          | Lotta Schelin                          | Fotboll                                     |
| Lidas                       | Nicklas Lidström                       | Ishockey                                    |
| Lidas                       | Nils Liedholm                          | Fotboll                                     |
| Lie                         | Lennart Larsson                        | Fotboll                                     |
| Lillen                      | Anders Eklund                          | Boxning                                     |
| Lillis                      | Stefan Jonsson                         | Bandy                                       |
| Lillstöveln                 | Carl-Göran Öberg                       | Ishockey                                    |
| Lill-Damma                  | Jan Mattsson                           | Fotboll                                     |
| Lill-Einar                  | Ejnar Olsson                           | Backhoppning, nordisk kombination & fotboll |
| Lill-Foppa                  | Leif Forsberg                          | Fotboll                                     |
| Lill-Garvis                 | Björn Carlsson                         | Fotboll                                     |
| Lill-Järven                 | Lennart Larsson                        | Skidor                                      |
| Lill-Lulle                  | Gösta Johansson                        | Ishockey                                    |
| Lill-Lövis                  | Stefan Johansson                       | Bilsport                                    |
| Lill-Prosten                | Stefan Karlsson                        | Ishockey                                    |
| Lill-Pröjsarn               | Ulf Nilsson                            | Ishockey                                    |
| Lill-Strimma                | Lennart Svedberg                       | Ishockey                                    |
| Ljungan                     | Hanna Ljungberg                        | Fotboll                                     |
| Loket                       | Leif Olsson                            | Handbollsdomare                             |
| Lulle                       | Gustaf Johansson                       | Ishockey                                    |
| Lulle                       | Louis Woodzack                         | Bandy                                       |
| Lurch                       | Björn Andersson                        | Handboll                                    |
| Länsman                     | Hans Dahllöf                           | Ishockey                                    |
| Lövet                       | Stefan Lövgren                         | Handboll                                    |
| Magda                       | Magdalena Forsberg                     | Skidskytte                                  |
| Markan                      | Hanna Marklund                         | Fotboll                                     |
| Masken                      | Anders Carlsson                        | Ishockey                                    |
| Micro                       | Carl-Johan Björck                      | Amerikansk fotboll                          |
| Moggli                      | Hilding Gustafsson                     | Ishockey, bandy & fotboll                   |
| Molla                       | Ove Molin                              | Ishockey                                    |
| Mona-Lisa                   | Sune Andersson                         | Fotboll                                     |
| Monstret                    | Jonas Gustavsson                       | Ishockey                                    |
| Mora-Nisse                  | Nils Karlsson                          | Skidor                                      |
| Mosan                       | Malin Moström                          | Fotboll                                     |
| Mulle                       | Wilhelm Petersén                       | Ishockey, bandy & fotboll                   |
| Murren                      | Magnus Muhrén                          | Bandy                                       |
| Musse                       | Mikael Håkanson                        | Ishockey                                    |
| Myggan                      | Erik Uddebom                           | Kula & diskus                               |
| Månstrålen                  | Arne Selmosson                         | Fotboll                                     |
| Nacka                       | Lennart Skoglund                       | Fotboll                                     |
| Nanen                       | Jan Ericsson                           | Bandy                                       |
| Negern                      | Gösta Sjödin                           | Ishockey                                    |
| Nicke                       | Nils Bergström                         | Bandy                                       |
| Nickson                     | Ralf Edström                           | Fotboll                                     |
| Norda                       | Christer Nordqvist                     | Fotboll                                     |
| Nyllet                      | Michael Nylander                       | Ishockey                                    |
| Oball                       | Bo Larsson                             | Bandy                                       |
| Pebben                      | Per-Johan Axelsson                     | Ishockey                                    |
| Peja                        | Peter Lindholm                         | Curling                                     |
| Pekka                       | Peter Lindmark                         | Ishockey                                    |
| Pillan                      | Pernilla Wiberg                        | Utförsåkning                                |
| Pim-Pim                     | Joachim Johansson                      | Tennis                                      |
| Pinnen                      | Bengt Ramström                         | Bandy                                       |
| Plutten                     | Åke Andersson                          | Ishockey, bandy & fotboll                   |
| Polletten                   | Thomas Larsson                         | Fotboll                                     |
| Posa                        | Per-Olof Serenius                      | Isracing                                    |
| Pottan                      | Pontus Widén                           | Bandy                                       |
| Pröjsarn                    | Gösta Nilsson                          | Fotboll                                     |
| Puskas                      | Anders Ljungberg                       | Fotboll                                     |
| Putte                       | Rudolf Kock                            | Fotboll                                     |
| Putte                       | Sten-Ove Ramberg                       | Fotboll & bandy                             |
| Putte                       | Patrick Johansson                      | Bandy                                       |
| Pärlan                      | Johan Perlström                        | Amerikansk fotboll                          |
| Roddarn                     | Michael Andersson                      | Cykel                                       |
| Rosa                        | Göran Rosendahl                        | Bandy                                       |
| Ryssen                      | Tomas Eriksson                         | Handboll                                    |
| Råttan                      | Rolf Edberg                            | Ishockey                                    |
| Skjorta                     | Magnus Bergström                       | Fotboll                                     |
| Slangen                     | Magnus Wislander                       | Handboll                                    |
| Sleven                      | Sven Säfwenberg                        | Bandy                                       |
| Slim                        | Tommy Borgudd                          | Bilsport                                    |
| Sme-Harald                  | Harald Eriksson                        | Skidor                                      |
| Storsnabeln                 | Simon Sevebro                          | Ishockey                                    |
| Snoddas                     | Gösta Nordgren                         | Bandy                                       |
| Stickan                     | Stig Carlsson                          | Ishockey                                    |
| Stisse                      | Stig-Göran Johansson                   | Ishockey                                    |
| Stor-Klas                   | Einar Svensson                         | Ishockey, bandy & fotboll                   |
| Stöveln                     | Hans Öberg                             | Ishockey                                    |
| Sudden                      | Mats Sundin                            | Ishockey                                    |
| Suggan                      | Kurt Sucksdorff                        | Ishockey                                    |
| Sura-Pelle                  | Ronald Pettersson                      | Ishockey                                    |
| Svarte-Filip                | Filip Johansson                        | Ishockey                                    |
| Svenne Berka                | Sven Bergqvist                         | Fotboll, ishockey & bandy                   |
| Svängis                     | Sven Johansson                         | Cykel                                       |
| Säcken                      | Thomas Wassberg                        | Skidor                                      |
| Säffle                      | Gunnar Andersson                       | Fotboll                                     |
| Särna                       | Per-Erik Hedlund                       | Skidor                                      |
| Tejpen                      | Rolf Björklund                         | Fotboll                                     |
| Tigern                      | Lennart Johansson                      | Ishockey                                    |
| Tjotta                      | Ingvar Olsson                          | Fotboll                                     |
| Tjärpapp                    | Sixten Rosenqvist                      | Fotboll                                     |
| Totte                       | Folke Bengtsson                        | Ishockey                                    |
| Trollgubben                 | Sven Rydell                            | Fotboll                                     |
| Tubbi                       | Ulf Sivertsson                         | Handboll                                    |
| Tårtan                      | Tord Johansson                         | Ishockey                                    |
| Vickan                      | Victoria Svensson (tidigare Svensson)  | Fotboll                                     |
| Vicke Hallon                | Göte Blomqvist                         | Ishockey                                    |
| Virus                       | Hans Lindberg                          | Ishockey                                    |
| Virvelvinden från Vuollerim | Lars-Göran Nilsson                     | Ishockey                                    |
| Vittjärv                    | Stig Sundqvist                         | Fotboll                                     |
| Västervik                   | Evert "Västervik" Nilsson              | Friidrott                                   |
| Zamora                      | Bengt Nyholm                           | Fotboll                                     |
| Zeke                        | Daniel Eriksson                        | Bandy                                       |
| Zäta                        | Henrik Zetterberg                      | Ishockey                                    |
| Äpplet                      | Mikael Appelgren                       | Bordtennis                                  |